# Anticarsia gemina
Anticarsia gemina là một loài bướm đêm trong họ Erebidae.